# Liste der Monuments historiques in Plussulien
Die Liste der Monuments historiques in Plussulien führt die Monuments historiques in der französischen Gemeinde Plussulien auf.

## Liste der Bauwerke
| Bezeichnung        | Beschreibung              | Standort                 | Kennzeichnung | Schutzstatus | Datum | Bild           |
| ------------------ | ------------------------- | ------------------------ | ------------- | ------------ | ----- | -------------- |
| Kreuz              | 17. Jahrhundert           | Place de l’Église (Lage) | PA00089533    | Inscrit      | 1926  | weitere Bilder |
| Kapelle Notre-Dame | Erbaut im 15. Jahrhundert | Sélédin (Lage)           | PA00089532    | Inscrit      | 1926  | weitere Bilder |

## Liste der Objekte
- Monuments historiques (Objekte) in Plussulien in der Base Palissy des französischen Kultusministeriums